# Imigração brasileira no Japão
A imigração brasileira no Japão, ou emigração brasileira para o Japão, é o movimento populacional de brasileiros para o Japão. Os dekasseguis brasileiros, que são principalmente descendentes dos imigrantes japoneses que vieram do Brasil buscando trabalho no Japão, principalmente entre as décadas de 1980 e 1990, formando o terceiro maior contingente de estrangeiros residente no país e a quarta maior comunidade de brasileiros vivendo fora do Brasil. Parte desta reversão de fluxo de pessoas se deve à lei de controle de imigração do Japão que permite a entrada de famílias de descendentes de imigrantes japoneses até a terceira geração (sansei). .  
Um brasilo-japonês (em língua japonesa: ブラジル系日本人 burajiru kei nihonjin) é um cidadão japonês com ascendência brasileira ou ainda uma pessoa que nasceu no Brasil e que, posteriormente, adotou a cidadania japonesa.

## População
Em 2005, o Ministério da Justiça estimou que 302.000 brasileiros viviam no Japão. Em 2012, o número de brasileiros vivendo no Japão era de 215.000. Segundo dados da Bloomberg de julho de 2017, a população de origem brasileira no Japão era de cerca de 180.923 pessoas no referido ano. De acordo com o Ministério da Justiça do Japão, em 2018, havia cerca de 196.781 mil brasileiros vivendo no Japão em condições legais.
As províncias com mais brasileiros são Aichi, Shizuoka, Gifu, Mie, Saitama, Gunma, Ibaraki e Kanagawa. As cidades com mais brasileiros são Hamamatsu (Shizuoka), Nagoia (Aichi), Oizumi (Gunma), Shizuoka (Shizuoka), Gifu (Gifu) e Saitama (Saitama).
O número de brasileiros residentes no Japão sofreu uma redução em 7 anos, causada principalmente pela Crise econômica de 2008-2009, que havia tornado os empregos escassos, forçando muitos brasileiros a retornar ao Brasil. Como resultado, os consulados japoneses no Brasil passaram a aplicar com mais severidade as regras para concessão do visto com finalidade de trabalho. A partir de 2018, a imigração de brasileiros ao Japão voltou a crescer devido as crises e instabilidades econômicas no Brasil.

## Importância econômica
No ano de 2002, os brasileiros residentes no Japão mandaram para o Brasil mais de 2,5 bilhões de dólares. O Ministério da Justiça estimou em 2005 que os dekasseguis brasileiros enviem anualmente para o Brasil entre 1,5 e 2 bilhões de dólares. Estes valores chegam a superar os valores de divisas obtidas pelo Brasil com a exportação de café.

## Características socioculturais

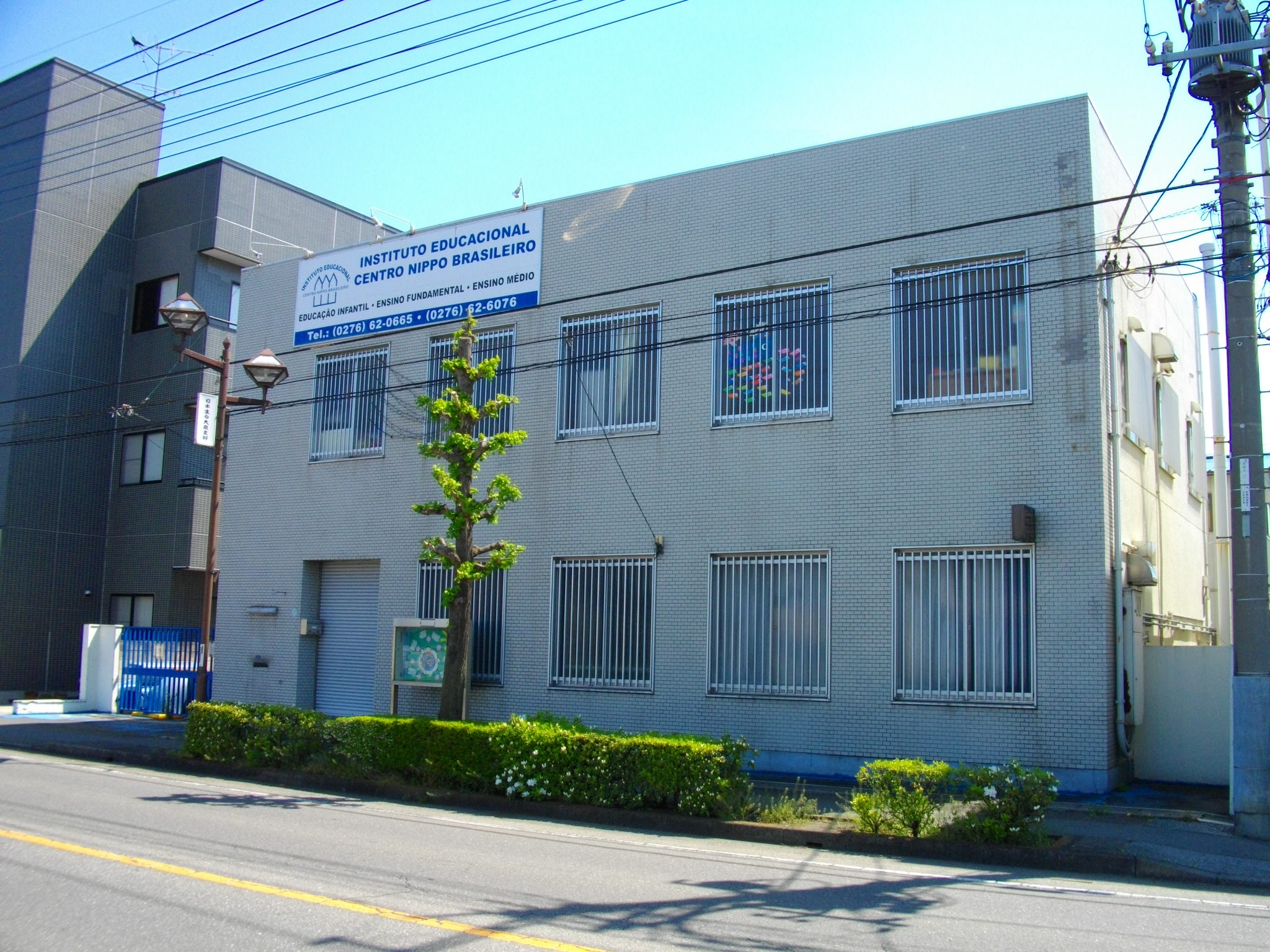
Escola nipo-brasileira em Oizumi.

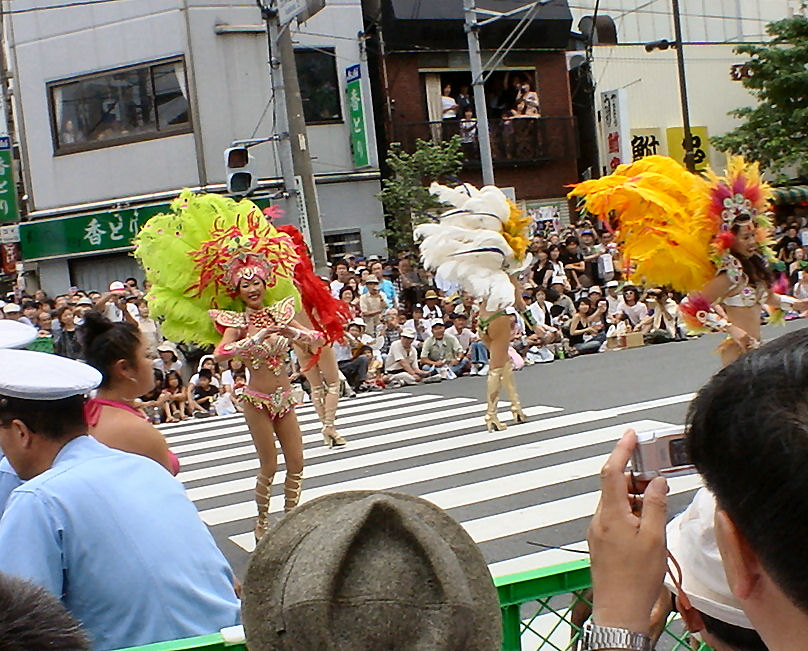
Carnaval de Asakusa em Tóquio.

Inicialmente, os dekasséguis enfrentaram dificuldades e obstáculos no processo de aprendizado e adaptação ao Japão e a sociedade japonesa. A falta de conhecimento ou domínio do idioma japonês, da cultura e das regras, além do preconceito e da difícil convivência e aceitação por parte dos japoneses, principalmente no trabalho e nas escolas, gerou problemas como o isolamento e parte dos brasileiros vivendo somente dentro da comunidade brasileira, que tinha um estrutura voltada aos brasileiros a até o retorno ao Brasil em busca de apoio psicológico.
Apesar das dificuldades, os dekasséguis brasileiros conseguiram se estabelecer no Japão, fincando suas raízes no país, conquistado estabilidade no emprego, estrutura familiar e identificação com o Japão. Dentre as diversas conquistas dos brasileiros no país está a compra da casa própria, abertura de empresas e comércios direcionados aos brasileiros residentes no país como supermercados, restaurantes, bares, lojas de vestuário, lojas de veículos brasileiros, além da criação de escolas, agências de publicidade e portais de notícias na internet em português como o Revista Alternativa e o Portal Mie, e redes de TV brasileira como a IPCTV. 
Com o crescimento do uso da internet e das redes sociais, surgiram diversos influenciadores digitais que através de publicações e postagens de textos, fotos e principalmente de vídeos, mostram como é o Japão sob o ponto de vista dos brasileiros residentes no país, suas características, curiosidades, cultura, além de mostrarem os típicos produtos, itens e alimentos do país.
Os filhos e descendentes dos dekasséguis brasileiros no Japão conseguiram conquistar melhores condições de vida e renda, alcançando postos e profissões antes inacessíveis no mercado de trabalho, desde professores, advogados a até empresários.
Há um forte sentimento de "identidade brasileira" na comunidade, que se organiza para celebrar sua herança cultural brasileira, promovendo festas de carnavais ao som de samba, pagode, música sertaneja e música norte-americana, além de consumir comidas típicas do Brasil, principalmente o churrasco.
Em comemoração aos 30 anos da chegada dos dekasséguis brasileiros ao Japão, a rede de TV estatal do Japão, a NHK, exibiu o programa 'Nós Não Somos Gaijin!', no dia 11 de Fevereiro de 2021, com legendas em português. Apresentado através da narração de Tamae Ondo e da atuação de Issey Ogata que faz um monólogo contando as experiências e situações vividas pelos brasileiros no país, desde 1990 até 2020, cujas histórias são baseadas em fatos reais. A apresentação foi feita diante do público, composta tanto por brasileiros quanto por japoneses, no conjunto habitacional Kyuban Danchi, em Nagoia.

## Religião
- População de católicos: 110.000 pessoas